# Опечки
Опечки (белор. Апечкі) — деревня в Шашковском сельсовете Столбцовского района Минской области Беларуси.
До 28 мая 2013 года входила в состав Аталезского сельсовета.

## Население
В 2009 году в деревне проживало 340 человек.

## Достопримечательности
В деревне сохранилась часть брамы-колокольни начала XX века, которая была уничтожена в середине XX века.

## Известные уроженцы
- Шестак, Иван Михайлович (1940-2024) - советский и российский журналист, драматург и писатель[5]. Создатель и главный редактор газеты «Байкало-Амурская магистраль» в 1976 – 1997 годах. Основатель и первый руководитель литературной студии «Звено» (1976). Член Союза журналистов СССР и Союза писателей РФ.